# Георг фон Анхалт-Десау
Георг Бернхард фон Анхалт-Десау (на немски: Georg Bernhard von Anhalt-Dessau; * 21 февруари 1796 в Десау; † 16 октомври 1865 в Дрезден) от род Аскани е принц от княжество Анхалт-Десау.
Той е вторият син на наследствения принц Фридрих фон Анхалт-Десау (1769–1814) и съпругата му принцеса Амалия фон Хесен-Хомбург (1774–1846), дъщеря на ландграф Фридрих V Лудвиг фон Хесен-Хомбург. По-големият му брат е херцог Леополд IV фон Анхалт, женен 1818 г. за Фридерика Пруска.
Георг си построява в Десау наречен на него дворец, който струва 45 000 талери и получава големи задължения. През втората световна война дворецът е разрушен. 

## Фамилия
Георг се жени на 6 август 1825 г. в Рудолщат за принцеса Каролина фон Шварцбург-Рудолщат (4 април 1804 – 14 януари 1829), дъщеря на принц Карл Гюнтер фон Шварцбург-Рудолщат (1771 – 1825) и принцеса Луиза Улрика фон Хесен-Хомбург. Двамата имат децата:
- Луиза (22 юни 1826 – 18 февруари 1900)
- Фридрих (*/† 10 юни 1828)

Георг се жени втори път в Дрезден (морганатично) на 4 октомври 1831 г. за Терезия Ема фон Ердмансдорф (12 септември 1807 – 28 януари 1848), дъщеря на Юлиус Бернхард Рихард фон Ердмансдорф. През 1831 г. тя получава титлата „графиня на Рейна“. Двамата имат децата:
- Франц (1832 – 1879), граф на Рейна
- Матилда († 1917), омъжена за Ото фон Кьонериц († 1866)
- Хелена (1835 – 1860), омъжена за княз Фридрих Гюнтер I фон Шварцбург-Рудолщат (1793 – 1867)
- Ема (1837 – 1909)
- Мария (1839 – 1931)
- Рудолф (1842 – 1921), граф на Рейна, женен за Ема Елизабет Клара Мария Парис (1857 – 1932)
- Карл 1844 – 1900), граф на Рейна, женен I. за Козима фон Мьорнер (1865 – 1936); II. на 17 август 1894 за графиня Шарлота Аделгунд Мария фон дер Грьобен (1841 – 1894).